# 楼伏连
楼伏连（？—449年），鲜卑姓贺楼氏
，代人，北魏官员。

## 生平
楼伏连家族世代为酋帅，他忠厚有气量，虚龄十三岁时继承了父亲的首领之位统领部落。魏道武帝拓跋珪初年，楼伏连跟随魏道武帝击败贺兰部，又跟随平定中山，出任中山郡太守。天兴五年(402年)，和尚张翘自号无上王，和丁零人鲜于次保在常山行唐聚集党羽，四月，楼伏连讨伐并斩杀了张翘。之后楼伏连跟随魏道武帝参与柴壁之战讨伐姚平，因为军功获赐安邑侯。魏道武帝称帝后，楼伏连担任晋兵将军、并州刺史。楼伏连招纳诱降西河地区的胡人曹成等七十多人，又袭击杀死了赫连勃勃的吐京护军以及守城的士兵三百多人，俘虏了叛变的胡人阿度支等两百多家。魏明元帝拓跋嗣称赞楼伏连，任命曹成等人为将军，赐予侯爵的爵位，征召楼伏连出任内都大官。魏太武帝拓跋焘即位后，楼伏连进爵为广陵公，转任卫尉，升任光祿勳。神䴥二年四月（429年6月16日），魏太武帝讨伐柔然，楼伏连和北平王长孙嵩留守京城。太延元年五月庚申（435年6月15日），楼伏连爵位升为广陵王，其余官职如故，加平南大将军，又出任假节、督河西诸军、镇西大将军，镇守统万。太平真君十年（449年），楼伏连去世，谥号恭王。

## 家庭

### 兄弟
- 楼某，北魏虎威将军、三郎幢将、阳平定公楼安文祖父

### 子女
- 楼真，北魏散骑常侍、尚书、安北将军、湘东庄公
- 楼大拔，北魏征西将军、中都大官、巨鹿康公

## 延伸阅读
[在维基数据编辑]
 《魏書/卷30》，出自魏收《魏书》
 《北史·卷020》，出自李延壽《北史》